# Dimbelenge
Dimbelenge est une localité, chef-lieu de territoire de la province du Kasaï-Central en République démocratique du Congo.

## Géographie
Elle est située sur la route nationale RN 42 à 112 km au nord-ouest du chef-lieu provincial Kananga. 

## Histoire
Le mot dimbelenge vient d'un arbre de la région: les feuilles de cet arbre servaient à soigner une maladie cutanée appelée « dioto ». Les feuilles sont broyées et appliquées sur la peau du malade.

## Administration
Chef-lieu de territoire de 11 940 électeurs recensés en 2018, la localité a le statut de commune rurale de moins de 80 000 électeurs, elle compte 7 conseillers municipaux en 2019.

## Population
Le dernier recensement de la population date de 1984,.
| 1984 | 2004  | 2012  |
| ---- | ----- | ----- |
| -    | 3 257 | 3 990 |